# 心理的財布
心理的財布（しんりてきさいふ）とはマーケティング用語の一つ。一人の消費者が所持している財布が一つであっても、購入する商品の種類ごとに心理的に複数の財布を持っているという概念である。
買い物をする時、同一価格の商品でも高く感じる商品と安く感じる商品があり、特に、対象となる商品に価値感や好みが反映されている場合、同じ商品であっても消費者によって価値の付け方に大きな違いが生じる場合もある。
たとえば1万円相当の品物を買う場合に、それが自身にとって重要だと思われるものならば1万円の出費でも大した額ではないと思われる反面、それが自身にとって重要でない品物を買う場合となれば同じ1万円であっても大きな出費であったと感じる。ある主婦を例にとって見れば、スーパーで売られている野菜が10円高いだけだという事を理由として買わないようになるような人でも、百貨店に売られている数万円の服を、他より1万円くらい高くなっていても平気で買ったりしているという場合がこれである。
心理的財布はできる限り異なる分野の特定の商品やサービスを購入する際に生じる「心の痛さ」を測定することで、多様化する消費者の価値体系を定量的に把握するための概念であり、1964年に小嶋外弘によって提唱され1970年代に実証実験が行われた。実証実験によって、消費者が商品を購入する際に生じる「心の痛さ」と消費者がその商品に与えた価値の高低には強い相関関係があり、「心の痛さ」と払った金額の多寡は比例しないという結果が示されている。
小嶋は心理的財布という概念について、「経済的な財布が貨幣単位という“単一の価値尺度”によって出来上がっているのに対して、心理的財布すなわち消費者の商品購入に関する痛みに関する価値のモノサシ（尺度）の方は、“異なったいくつかの心理的な価値尺度”からできている」と述べている。